# Gaston Bachelard
Gaston Bachelard (Bar-sur-Aube, 27 giugno 1884 – Parigi, 16 ottobre 1962) è stato un filosofo francese.
Noto per i suoi contributi nei campi dell'epistemologia e dell'estetica. Ha alternato opere per indagare la natura della razionalità scientifica moderna e altre per indagare la natura dell'immaginazione poetica, o rêverie.

## Biografia
Nato in un'umile famiglia di artigiani, per pagare i propri studi universitari lavora come impiegato all'ufficio postale di Remiremont e poi di Parigi. Si laurea in Matematica, poi in Filosofia soltanto all'età di 37 anni. Nel 1927 consegue il Dottorato in Filosofia con la tesi Essai sur la connaissance approchée diretta da Léon Brunschvicg e successivamente pubblicata nel 1928. La sua carriera d'insegnamento universitario ha inizio alla Facoltà di lettere di Digione dal 1930 al 1940 dove insegna Lettere e Filosofia. Nel 1940 si trasferisce a Parigi diventando professore di Storia e di Filosofia delle Scienze alla Sorbona e succedendo ad Abel Rey direttore dell'Istituto di Storia e delle Tecniche, fino al 1954.
Nel 1961 il Ministero della Cultura francese gli conferisce il Grand Prix national des lettres.
Muore alle 12:55 di martedì 16 ottobre 1962, nella sua casa a Bar-sur-Aube. Ho

## Pensiero
Nel suo complesso la riflessione di Bachelard è impegnata a definire le potenzialità e i limiti della ragione e dell'immaginazione, intese come facoltà distinte ma complementari per l'essere umano.
Nel campo dell'epistemologia, Bachelard è noto per la sua "filosofia del non" (La philosophie du non) e del "nuovo spirito scientifico" (Le nouvel esprit scientifique). Egli critica la continuità e l'immediatezza della conoscenza scientifica tradizionale, proponendo invece una scienza che avanza attraverso "rotture epistemologiche" (coupures) e la "rettificazione" costante dei concetti. Per Bachelard, la conoscenza scientifica non è una semplice accumulazione di fatti, ma un processo dinamico e dialettico di superamento degli "ostacoli epistemologici"
Parallelamente alla sua riflessione scientifica, Bachelard ha sviluppato una ricca "poetica dell'immaginazione", distinguendo nettamente la "rêverie" (fantasticheria) dal semplice "rêve" (sogno notturno). Mentre il sogno notturno è spesso passivo e disorganizzato, la rêverie è una coscienza attiva e intenzionale, una "funzione d'irrealtà" (fonction d'irréel) che trascende la realtà piuttosto che limitarsi a riprodurla. La sua indagine si concentra sulle "immagini materiali", esplorate attraverso la simbologia dei quattro elementi (acqua, fuoco, aria, terra), che fungono da assiomi per l'immaginazione e da punti di partenza per i "complessi" poetici. 

## Citazioni
- «È vicino all'acqua che ho meglio compreso che il fantasticare è un universo in espansione, un soffio di odori che fuoriesce dalle cose per mezzo di una persona che sogna. Se voglio studiare la vita delle immagini dell'acqua, mi occorre quindi riconoscere il loro ruolo dominante nel fiume e nelle fonti del mio paese. Io sono nato in un paese di ruscelli e di fiumi, in un angolo della Champagne vallonea, nella Vallage, così chiamata a causa del gran numero dei suoi avvallamenti. La più bella delle dimore sarebbe per me nel fosso di una vallata, al bordo di un'acqua viva, nell'ombra corta dei salici e dei vimini».
- «C'est près de l'eau que j'ai le mieux compris que la rêverie est un univers en émanation, un souffle odorant qui sort des choses par l'intermédiaire d'un rêveur. Si je veux étudier la vie des images de l'eau, il me faut donc rendre leur rôle dominant à la rivière et aux sources de mon pays. Je suis né dans un pays de ruisseaux et de rivières, dans un coin de Champagne vallonnée, dans le Vallage, ainsi nommé à cause du grand nombre de ses vallons. La plus belle des demeures serait pour moi au creux d'un vallon, au bord d'une eau vive, dans l'ombre courte des saules et des osières.»
- «E checché se ne dica, nella vita scientifica, i problemi non si pongono da sé. È precisamente questo senso del problema che dà il segno di un vero spirito scientifico. Per uno spirito scientifico, ogni conoscenza è una risposta a una domanda. Se non ci fossero domande non potremmo avere conoscenza scientifica. Niente va da sé. Niente è dato. Tutto è costruito» («Et, quoi qu'on en dise, dans la vie scientifique, les problèmes ne se posent pas d'eux-mêmes. C'est précisément ce sens du problème qui donne la marque du véritable esprit scientifique. Pour un esprit scientifique, toute connaissance est une réponse à une question. S'il n'y a pas eu de question, il ne peut y avoir de connaissance scientifique. Rien ne va de soi. Rien n'est donné. Tout est construit.») La formation de l'esprit scientifique, p. 14, Librairie philosophique J. Vrin, 1970.
- «Al di sopra del soggetto oltre l'oggetto, la scienza moderna si fonda sul progetto. Nel pensiero scientifico la meditazione da parte del soggetto sull'oggetto prende sempre la forma del progetto.» («Au-dessus du sujet, au-delà de l'objet, la science moderne se fonde sur le projet. Dans la pensée scientifique, la méditation de l'objet par le sujet prend toujours la forme du projet.») Le Nouvel Esprit scientifique.
- "Considerate un Leibniz abbandonarsi – anima e corpo – alla riflessione. Leibniz lavora di giorno, vive in una stanza scura; alla finestra, dei piccoli vetri spessi e bombati. È seduto. Quando il suo spirito comincia ad affievolirsi, quando perde la sua vitalità, il suo mordente, Leibniz ha l’abitudine di concedersi un sonnellino, un sonno di pochi minuti, nella sua poltrona; ma – lo dice lui stesso – questo sonno è così profondo, che lo spirito ne esce rigenerato, rinvigorito. […] Egli ha beneficiato a suo piacimento del ritmo del notturno e del diurno nel breve spazio di un piccolissimo quarto d’ora. È a livello spirituale, esclusivamente spirituale, che egli vive sonno e risveglio" (Causeries, p. 107).
- "Quanto a me, non so meditare che le cose del mio paese. Io non sogno a Parigi, in questo cubo geometrico, in questo alveolo di cemento, in questa stanza dalle imposte di ferro così ostili alla materia notturna. Quando i sogni mi sono propizi vado laggiù, in una casa dello Champagne o in qualche casa dove si condensano i misteri della felicità". (Poetica dello spazio, p. 172).
- "Bisogna immaginare la solitudine per conoscerla – per amarla o per difendersene, per essere tranquilli o coraggiosi. […] A ciascuno la sua solitudine. Il sognatore di solitudine non può darci che qualche foglio di quest’album del chiaroscuro delle solitudini. Quanto a me, in comunione completa con le immagini che mi vengono offerte dai poeti, […] mi faccio solo con le solitudini altrui. [….] Le ragioni della sua solitudine non saranno mai le ragioni della mia. La solitudine non ha storia. Tutta la mia solitudine è contenuta in un’immagine primaria. […] Il sognatore è al suo tavolo: è nella sua mansarda: accende la sua lampada. Accende una candela. Accende la sua bugia. […] La solitudine aumenta se sul tavolino illuminato dalla lampada, si apre la solitudine della pagina bianca. La pagina bianca! Questo grande deserto da attraversare, mai attraversato. Questa pagina bianca che resta bianca ad ogni veglia non è forse il grande segno di una solitudine che si ripete senza fine?" (La Fiamma di una candela, pp. 107-108).

## Opere tradotte in italiano
- Essai sur la connaissance approchée, 1927 (Saggio sulla conoscenza approssimata, a cura di Enrico Castelli Gattinara, Mimesis, Milano-Udine, 2016)
- L'Intuition de l'instant. Étude sur la Siloë de Gaston Roupnel, 1932 (in L'intuizione dell'istante. La psicanalisi del fuoco, trad. di Antonio Pellegrino, Dedalo, Bari, 1973)
- Le Nouvel Esprit scientifique, 1934 (Il nuovo spirito scientifico, trad. di Fortuna Albergamo, Bari: Laterza, 1951; nuova ed. riveduta, Laterza, Bari, 1978, prefazione di Ludovico Geymonat e Pietro Redondi)
- La Dialectique de la durée, 1936 (La dialettica della durata,  a cura di Domenica Mollica, introduzione di Vincenzo Cicero, Bompiani, Milano 2010)
- L'Expérience de l'espace dans la physique contemporaine, 1937 (L'esperienza dello spazio nella fisica contemporanea, a cura di Maria Rita Abramo, Siciliano, Messina, 2002)
- La Formation de l'esprit scientifique, 1938 (La ragione scientifica, ed. parziale a cura di Giuseppe Sertoli, trad. Marialuisa Chiappini, Bertani, Verona, 1974; La formazione dello spirito scientifico. Contributo a una psicoanalisi della conoscenza oggettiva, ed. integrale a cura di Enrico Castelli Gattinara, Cortina, Milano, 1995)
- La Psychanalyse du feu, 1938 (in L'intuizione dell'istante. La psicanalisi del fuoco, trad. di Giovanna Silvestri, Bari: Dedalo, 1973, 1984, nuova edizione 2010) ISBN 978-88-220-0246-4
- Lautréamont, 1939 (Lautréamont, a cura di Filippo Fimiani, presentazione di Aldo Trione, 10/17, Salerno, s.d.; ; Jaca Book, Milano, 2009)
- La Philosophie du non : essai d'une philosophie du nouvel esprit scientifique, 1940 (La filosofia del non. Saggio di una filosofia del nuovo spirito scientifico, Pellicanolibri, Catania, 1978; Roma: Armando, 1998)
- L’Eau et les Rêves, 1942 (Psicanalisi delle acque. Purificazione, morte e rinascita, trad. di Marta Cohen Hemsi, Red, Como 1992; n.ed. 2006 ISBN 88-7031-707-2 ISBN 88-7447-450-4
- L'Air et les songes, 1943 (Psicanalisi dell'aria. Sognare di volare. L'ascesa e la caduta, trad. di Marta Cohen Hemsi, Red, Como, 1988)
- La Terre et les Rêveries du repos, 1946 (La terra e il riposo. Le immagini dell'intimità, Red, Milano, 1994)
- La Terre et les Rêveries de la volonté, 1948 (La terra e le forze, trad. di Anna Chiara Peduzzi e Mariella Citterio, Red, Como, 1989)
- Le Rationalisme appliqué, 1949 (Il razionalismo applicato, trad. di Marisa Giannuzzi Bruno e Livia Semerari, Dedalo, Bari, 1975)
- L'Activité rationaliste de la physique contemporaine, 1951 (L'attività razionalista della fisica contemporanea, a cura di Francesca Bonicalzi, JacaBook, Milano, 1987)
- Le Matérialisme rationnel, 1953 (Il materialismo razionale, trad. di Livia Semerari, Dedalo, Bari, 1975)
- La Poétique de l'espace, 1957 (La poetica dello spazio, trad. di Ettore Catalano, Dedalo, Bari, 1975, 1984; n. ed. rivista da Mariachiara Giovannini, ivi, 2006; seconda ristampa 2015) ISBN 978-88-220-0231-0
- La Poétique de la rêverie, 1960 (La poetica della rêverie, trad. di Giovanna Silvestri Stevan, Dedalo, Bari, 1972; 2. ed)
- La flamme d'une chandelle, 1961 (La fiamma di una candela, trad. di Marina Beer, Editori Riuniti, Roma, 1981; SE, Milano, 1996, trad. di Guido Alberti)
- Le Droit de rêver, postumo, 1970 (Il diritto di sognare, trad. di M. Bianchi, Dedalo, Bari, 1974, 1987) (contiene prefazioni, articoli, saggi dal 1939 al 1962)
- Études, postumo, 1970, antologia a cura di Georges Canguilhem (Studi di filosofia della scienza, a cura di Andrea Cavazzini, Mimesis, Milano, 2006)
- Engagement rationaliste, 1972 (L'impegno razionalista, a cura di Francesca Bonicalzi, Jaca Book, Milano, 2003)
- Fragments d'une poétique du feu, postumo, 1988 (Poetica del fuoco. Frammenti di un lavoro incompiuto, trad. di Anna Chiara Peduzzi e Mariella Citterio, Red, Como, 1990)
- Causeries (1952-54) (con testo originale a fronte), a cura di Valeria Chiore, il Melangolo, Genova, 2005
- La poesia della materia, a cura di Chiara Ruffinengo, Red, Como, 1997 (contiene alcune conferenze che B. tenne fra il 1952 e il 1954)
- Il poeta solitario della rêverie, a cura di Flavia Conte, Mimesis, Milano-Udine, 2010
- Lettere a Jean-Clarence Lambert (1953-1961) (con testo originale a fronte), a cura di Valeria Chiore, il Melangolo, Genova, 2013
- Metafisica della matematica, a cura di Charles Alunni e Gerardo Ienna, Castelvecchi, Roma, 2016